# Carmine Tramunti
Carmine „Mr. Gribbs“ Tramunti (* 1. Oktober 1910 Manhattan, New York City; † 15. Oktober 1978 in New York City) war ein US-amerikanischer Mobster und Oberhaupt der Lucchese-Familie der La Cosa Nostra in New York City.
Tramunti wohnte in der 107th Street und kontrollierte den größten Teil der „Number Games“ in Harlem aber auch die Craps-Spiele in New York City.
Er war ein kräftiger großer Mann mit Doppelkinn, der erstaunliche Ähnlichkeit mit dem Comedian Jonathan Winters aufwies. Sein Verhalten entsprach nicht dem gängigen Klischee eines Italo-Amerikaners und er wirkte eher wie ein typischer Durchschnittsamerikaner. Allerdings war er ein hochrangiges Mitglied der La Cosa Nostra und hatte sein Hauptquartier im „The Stage Delicatessen“ in Manhattan. Nach dem Tod von Tommy Lucchese wurde er dessen Nachfolger über die "Familie". Allerdings wurde zu dieser Zeit die Lucchese-Familie durch die Gambino-Familie kontrolliert und Tramunti agierte eher wie ein „front boss“, als ein eigenständiges Oberhaupt.
1971 war Tramunti in einen Multi-Millionen Betrug beteiligt und wurde ab 1973 von der Staatsanwaltschaft in Brooklyn streng überwacht. Tramunti wurde auch verdächtigt, in die French Connection verwickelt zu sein und den darin abgewickelten Heroinhandel vorfinanziert zu haben.
Allerdings war der einzige Beweis ein von einem Fahnder beobachteter Handschlag mit einem Drogendealer. Dieser Handschlag wurde vom Gericht als Vereinbarung zu einem Drogengeschäft gewertet und Tramunti wurde zu einer Haftstrafe von 15 Jahren verurteilt. Hierauf wurde in einer Szene des Films Goodfellas Bezug genommen. Tramunti starb 1978 im Gefängnis.

## Adaptionen
Carmine Tramunti floss in die Filmfigur Dominic Cattano im US-amerikanischen Film American Gangster von 2007 ein, die durch Armand Assante dargestellt wurde.